# Peake Wood Cemetery
Peake Wood Cemetery is een Britse militaire begraafplaats met graven uit de Eerste Wereldoorlog, gelegen in het Franse dorp Fricourt (Somme). Ze ligt 1950 m ten noorden van het dorpscentrum aan de weg naar Contalmaison. De begraafplaats werd door William Cowlishaw ontworpen en heeft een rechthoekig grondplan met een oppervlakte van ongeveer 750 m². Ze is omgeven door een beukenhaag en wordt onderhouden door de Commonwealth War Graves Commission. Het Cross of Sacrifice staat in de zuidwestelijke hoek.
Er worden 103 doden herdacht waaronder 1 niet geïdentificeerde.

## Geschiedenis
Ten zuidoosten van Contalmaison bevond zich langs de weg naar Fricourt een bosje dat door de geallieerde troepen Peake Wood werd genoemd. Dit bosje werd op 5 juli 1916 door hen veroverd maar de begraafplaats werd daar pas later die maand aangelegd en tot februari 1917 gebruikt als frontlijnbegraafplaats. Tijdens het Duitse lenteoffensief kwam het van maart 1918 tot eind augustus daaropvolgend in hun handen. 
Er liggen nu 94 Britten, 1 Canadees en 8 Australiërs. Voor 5 Britten en 1 Australiër werden Special Memorials opgericht omdat hun graven niet meer gelokaliseerd konden worden.

## Graven

### Onderscheiden militairen
- F.W. Walshe, kapitein bij de South Wales Borderers; Alexander Frazer, onderluitenant bij de Highland Light Infantry; David Kerr en Robert Warnock, beiden onderluitenant bij de Royal Scots Fusiliers werden onderscheiden met het Military Cross (MC).
- George Harold Toseland, soldaat bij het Northamptonshire Regiment werd onderscheiden met de Distinguished Conduct Medal (DCM).
- W. Barter, kanonnier bij de Royal Field Artillery werd onderscheiden met de Military Medal (MM).

### Minderjarige militair
- John MacKinnon, soldaat bij de Cameron Highlanders was 17 jaar toen hij op 9 oktober 1916 sneuvelde.